# Datu Saudi Ampatuan
Datu Saudi-Ampatuan (Bayan ng Datu Saudi-Ampatuan) är en kommun i Filippinerna. Kommunen ligger på ön Mindanao, och tillhör provinsen Maguindanao.
Datu Saudi-Ampatuan är indelat i 14 barangayer.